# Pavel Prudnikau
Pavel Ivanavič Prudnikaw (bělorusky Павел Іванавіч Пруднікаў, rusky Павел Иванович Прудников) (14. července 1911, ve vesnici Starý Dzedzin, Klimavičský poviet, Mohylevská gubernie – 16. března 2000, Minsk) byl sovětský a později běloruský básník a spisovatel, ctěný pracovník kultury Běloruské republiky (1992). Bratranec básníka Alesě Prudnikova.

## Biografie

### Raná léta a první kroky v literárním díle
Pavel Prudnikau se narodil ve velké rolnické rodině. V době jeho dětství přišla první světová válka (1914–1918), vytvoření nové komunistické vlády a občanské války, stejně jako Polsko-sovětská válka v letech 1919–1921. V blízkosti Starého Dzedzinu byla válečná fronta. To vedlo k tomu, že sousední školy byly uzavřeny, a Pavel musel dlouho čekat trvalé místo studia. Teprve v roce 1930, dokončil sedmiletou školu v nedaleké vesnici Milaslavičy.
V roce 1924 začal studovat literaturu, nejprve demonstroval odhodlání k literární tvorbě a napsal báseň s názvem Cestička (bělorusky Трапінка). Právě v té době začal proces zavádění běloruštiny v Běloruské SSR. To přispělo k tomu, že Pavel psal od samého počátku práce v běloruštině. Od roku 1926 spolu se svým bratrancem, Alesěm Prudnikau, skládají básně ve škole. Také psali noviny. Například, když byl nalezen poklad starých mincí v Starém Dzedzinu, tak o tom napsali v místních novinách Běloruské vesnice.

### Život a práce ve 30. létech
Na začátku 1930 musel často měnit zaměstnání. Po ukončení školy šel na Donbas, kde pracoval jako horník, metalurg, ale brzy se vrátil do Běloruska, pak – v Mohylevě, do výstavby továrny na hedvábí (stavební první pětiletky). Spolu se svým bratrancem Alesěm Prudnikau žil v Minsku a pracoval jako nakladač na nádraží "Minsk-čísla".
V létě roku 1930 v republikových novinách "Pioneer Běloruska", byla publikována báseň Pavla Prudnikau Na prázdninách (bělorusky На вакацыі). V té době věřil, že je na počátku své literární kariéry. V roce 1930 bylo v novinách zveřejněno několik básní, které byly obsaženy v jeho první knize Písně nakladačů (bělorusky "Песні грузчыкаў", 1932, ve spolupráci s J. Subačem). V roce 1931 napsal svou první báseň – Piket za piketem (bělorusky Пікет за пікетам). V 30. létech publikoval se pod pseudonymem Pauljuk Buravěj. V Minsku se seznámil s řadou spisovatelů a básníků té doby, včetně Janka Kupala, Jakubem Kolasem, Michasem Čarotem, Platonem Halavačem, a dalšími. Později vzpomínky na ně tvoří základní téma knihy Vzdálené, ale nezapomenuté (bělorusky "Далёкае, але не забытае", 1988), a dalších.
V roce 1932 odjel do Leningradu, kde nastoupil na Leningradsku lingvisticku Univerzitu, a v roce 1933 se stal studentem na Leningradském Pedagogickém institutu. Na popud profesora Puškareviče byl v roce 1937 vyslán na postgraduální studium slovanských jazyků, ale nestačil se začít učit, neboť byl v srpnu zatčen.

### VGulagua v prvních letech po osvobození
Pavel Prudnikau byl několik měsíců vězněn v Leningradské věznici "Kříže". Byl odsouzen na osm let do vyhnanství a byl původně převezen do Burjatské ASSR. Ke konci trestu pracoval na stavbě železnice, výstavbě továrny v Omsku a báňského a hutního závodu v Norilsku, jako nakladač v říčním přístavu Jenisejsku (Krasnojarský kraj).
Po propuštění z vězení (srpen 1945) pracoval jako soustružník v Norilsku v lokomotivním depu, tehdy byl ředitelem knihovny báňské a hutní technické školy v Norilsku.
Po návratu domů (1946) působil na středních školách ve Smolenské oblasti. Zde se seznámil se svou budoucí manželkou Annou. Ale zůstat dlouho na jednom místě nemohli, protože hrozilo, že bude zatčen znovu, tak Pavel a jeho rodina byli nuceni odejít ze Smolenského regionu. V této době měli dvě dcery: Olgu a Ninu.
V roce 1952 zakotvil ve vesnici Slobodka v Braslavskem kraji. Zpočátku byla rodina v obtížné finanční situaci. Pavel byl učitelem ruského jazyka, literatury a dějepisu na místní škole a jeho manželka Anna – učitelkou na základním stupni.
V lednu 1956 byl rehabilitován .
V roce 1959 se zcela vrátil k literární činnosti . Toto je proto považováno za jeho "znovuzrození", takže když v roce 1968 vydal svou druhou sbírku básní, nazval ji Čas mého znovuzrození (bělorusky Час майго нараджэння).

### Pozdnější práce
V letech 1968-1969 se Pavel Prudnikau s rodinou přestěhovali do Minsku. Pavel se stal šéfredaktorem novin.
Od roku 1971 odešel do důchodu. Od té doby měl více času, aby se zapojil do literární činnosti a toto období bylo nejplodnější v jeho práci. Od roku 1971 byl členem Svazu spisovatelů Běloruska . V 1970-1980 vydal několik sbírek básní, z nichž nejvýznamnější je sbírka vybraných prací, Moje magistrála (bělorusky Мая магістраль, 1981). Poezie prodchnutá tématy krás Mohylevského a Braslavského kraje, dojmy z cesty do Československa, na Kavkaz.
Dvakrát, v 70. a 80. letech, Pavel Prudnikau navštívil místa svého zadržení, o kterých v roce 1975 napsal několik básní , a v roce 1989 – cestopis, O známých opaření cesty (bělorusky Па знаёмых пякучых сцежках) . V roce 1987 vydal knihu pro děti školního věku, Svítání (bělorusky Заранка). V roce 1988 vydal paměti, Vzdálené, ale nezapomenuté (bělorusky Далёкае, але не забытае), kde autor popisuje osobní setkání s mnoha běloruskými spisovateli, od Janki Kupaly, Jakuba Kolasa, Zmiсěra Žilunoviče (Tiška Hartneho), spisovatele a nejvyššího předsedy vlády Běloruské SSR, až po Arkadzja Kuljašova a Ivana Meleža.

### Téma stalinistických represí v dílech
S příchodem perestrojky v Sovětském svazu nastala možnost otevřeně psát na téma stalinských represí. Už v 50. letech Pavel Prudnikov dostal nápad psát o těchto událostech a začal dělat první nahrávky . Ale odpovídající příležitost byla teprve o třicet let později. Prvním produktem tohoto typu byla poema Taimyr, složená v letech 1975-1987. (Publikoval ji v časopise "Plamen" v roce 1988).
V roce 1993 vydal knihu Za ostnatým drátem (bělorusky За калючым дротам), za kterou autor později získal cenu Federace odborových organizací v Bělorusku. Kniha se skládala ze dvou novel, Ježovské palčáky a Severní peklo (bělorusky Яжовыя рукавіцы i Паўночнае пекла) – největší díla autora. Novely jsou autobiografické a o přírodě: hrdina je Michas Ascjorsky, který se stal prototypem pro osud autora. První novela vypráví o utrpení hlavního hrdiny v Leningradských "Křížích", druhá vypráví o tom, jak si Mihaš odpykával trest odnětí svobody na Sibiři.
V roce 1996, jeho poslední sbírky básní Vánice (bělorusky Пароша), Pavel Prudnikau napsal báseň Každý druhý (bělorusky Кожны другі), rovněž o obětech stalinských represí .

### V posledních letech života a nesplněné plány
V posledních letech svého života byl Pavel Prudnikau velmi nemocný, takže již nemohl sám psát nová díla. Nicméně nezastavil tvůrčí práci, diktoval nové básně své milé.
V roce 1998 se na Pavla Prudnikau obrátil běloruský spisovatel Leonid Marakou, který shromažďuje údaje o obětech represí stalinského režimu. Pavel Prudnikau diktoval vzpomínky na strýce Leonida – Valera Marakova, který byl zatčen a popraven v roce 1937 .
V plánu spisovatele bylo vydat román Opala (bělorusky Апала) – pokračování novely Ježovské palčáky a Severní peklo – a poemu Izgoj (bělorusky Ізгой), ve které se hovoří o utrpení bývalých vězňů už po propuštění z vězení. Ve skutečnosti v těchto pracích by se autorka chtěla říct o svém putování v druhé polovině 40. – počátku 50. letech. Ale dílo nebylo nikdy vydáno. Chtěl také vydat knihu Nezahojené rány (bělorusky Незагойныя раны), o nucené kolektivizaci na běloruském venkově v 30. letech. Zůstalo neopublikováno mnoho básní, básně věnované černobylské tragédii, vzpomínky na jiné slavné osobnosti běloruské kultury. V plánech spisovatele bylo také vydat sbírku vybraných děl s názvem Echo (bělorusky Водгулле). Ale pro nemoc neměl čas na realizaci tohoto plánu.

## Kreativita a ocenění

### Hodnota kreativity
Pavel Prudnikau vytvořil díla jak v poezii, tak i v próze: básně, romány, paměti, básně pro děti. Kreativita odráží složitý osud autora. Je to složitá kombinace s oslavou sovětské společnosti a jejích úspěchů, ale také s poukazem na temné stránky sovětského systému – represe – a také filozofické meditace o životě a opěvování krásy přírody a vlasti.
Práce 30. let byly ve znamení doby. Jejich hlavním motivem je glorifikace šoku, pracovního nadšení, jeho charakteristického patosu dovolávání se, lozungy. Jasně cítil vliv Vladimira Majakovského, zejména pokud jde o budovatelské verše . V pozdějších letech v jeho práci nachází významné místo uvažování o životě, které se často prolíná s opěvováním krásy své rodné vlasti a její slavné minulosti . Pavel Prudnikau se stal jedním z prvních běloruských básníků, kteří zasvětili jeho verše kráse Braslavského kraje .
Významné místo v práci Pavla Prudnikau zaujímají díla věnovaná represím Stalina. Charakteristickým rysem jeho díla je, že ztělesňuje příběh o tom ve formě poezie (poemy Taimyr, Každý druhý, sbírka básní Bolestivé vzpomínky ). V povídkách a básních autor popisoval události, kterých byl sám svědkem.
Zkušenosti v jednání s autory různých epoch po dobu půl století byly začleněna do sbírky vzpomínek Vzdálené, ale nezapomenuté (bělorusky Далёкае, але не забытае, 1988). Značná část knihy je věnována vzpomínkám na mladé běloruské básníky a spisovatele v roce 1930, z nichž mnozí byli zabiti ve válce nebo během Velkého teroru v SSSR, jako Zmitrok Astapenka, Ales Dudar, Michas Zarecky, Todar Kljaštorny a další .
Básně Pavla Prudnikau mají melodický rytmus, intonaci a zvuk . V poezii Pavla Prudnikau Píseň prvního máje (bělorusky Першамайская) a Na výletě (bělorusky У паходы) napsal píseň Běloruský sovětský skladatel Jury Semenjaka .

### Materiály v archivech a muzeích
Doklady o životě a díle Pavla Prudnikau lze nalézt v Běloruském státním archivu-muzeu literatury a umění . Exponát věnovaný spisovateli se nacházejí v muzeích v Klimovichích a Braslavi . Materiály o Pavlovi Prudnikau publikovali Ales Martinovič a Leonid Marakou (jejich práce jsou uvedeny v seznamu literatury).

### Ocenění
3. dubna 1992 byl vyhláškou předsednictva Nejvyšší rady Běloruské republiky č. 1568-XII udělen čestný titul Zasloužilý pracovník v kultuře Běloruské republiky. V roce 1995 Pavel Prudnikau ke knize Za ostnatým drátem získal cenu Federací odborových organizací v Bělorusku.

## Umělecká díla
- Písně nakladačů Песні грузчыкаў: Вершы. — Мн., 1932. (ve spolupráci s J. Subačem)
- Čas mého znovuzrození Час майго нараджэння. Вершы. — Мн., Беларусь, 1968. — 112 с.
- Daleké a blízké Далёкае і блізкае // Вытокі песні. Аўтабіяграфіі беларускіх пісьменнікаў. Мн., Маст. літ., 1973. — 336 с., іл.
- Alejí Прысады: Вершы. — Мн., Маст. літ., 1979. — 80 с., іл.
- Moje magistrála Мая магістраль: Выбранае. Вершы, успаміны. — Мн., Маст. літ., 1981. — 239 с., 1 л. партр.
- Za Ostrem Заасцёр’е: Вершы, паэма. — Мн., Маст. літ., 1986. — 126 с., іл.
- Svítání Заранка: Вершы: Для сярэд. шк. узросту / Маст. М. Д. Рыжы. — Мн., Юнацтва, 1987. — 71 с., іл.
- Vzdálené, ale nezapomenuté Далёкае, але не забытае: Успаміны. — Мн., Маст. літ., 1988. — 175 с.
- Pozdní plody Познія ягады: Вершы, паэмы. — Мн., Маст. літ., 1990. — 158 с.
- Zdroje Крыніцы: Выбранае: Вершы і паэмы / Прадм. А. Марціновіча. — Мн., Маст. літ., 1991. — 334 с., іл.
- O známých opaření cesty Па знаёмых пякучых сцежках // Правда истории: память и боль / Сост. Н. М. Жилинский. — Мн., Беларусь, 1991. — 432 с., [4] л., илл.
- Za ostnatým drátem За калючым дротам: Аповесці. — Мн., Маст. літ., 1993. — 272 с.
- Vánice Пароша: Вершы. Паэма-аповесць. — Мн., Маст. літ., 1996. — 142 с., іл.